# Hans Robert Pippal

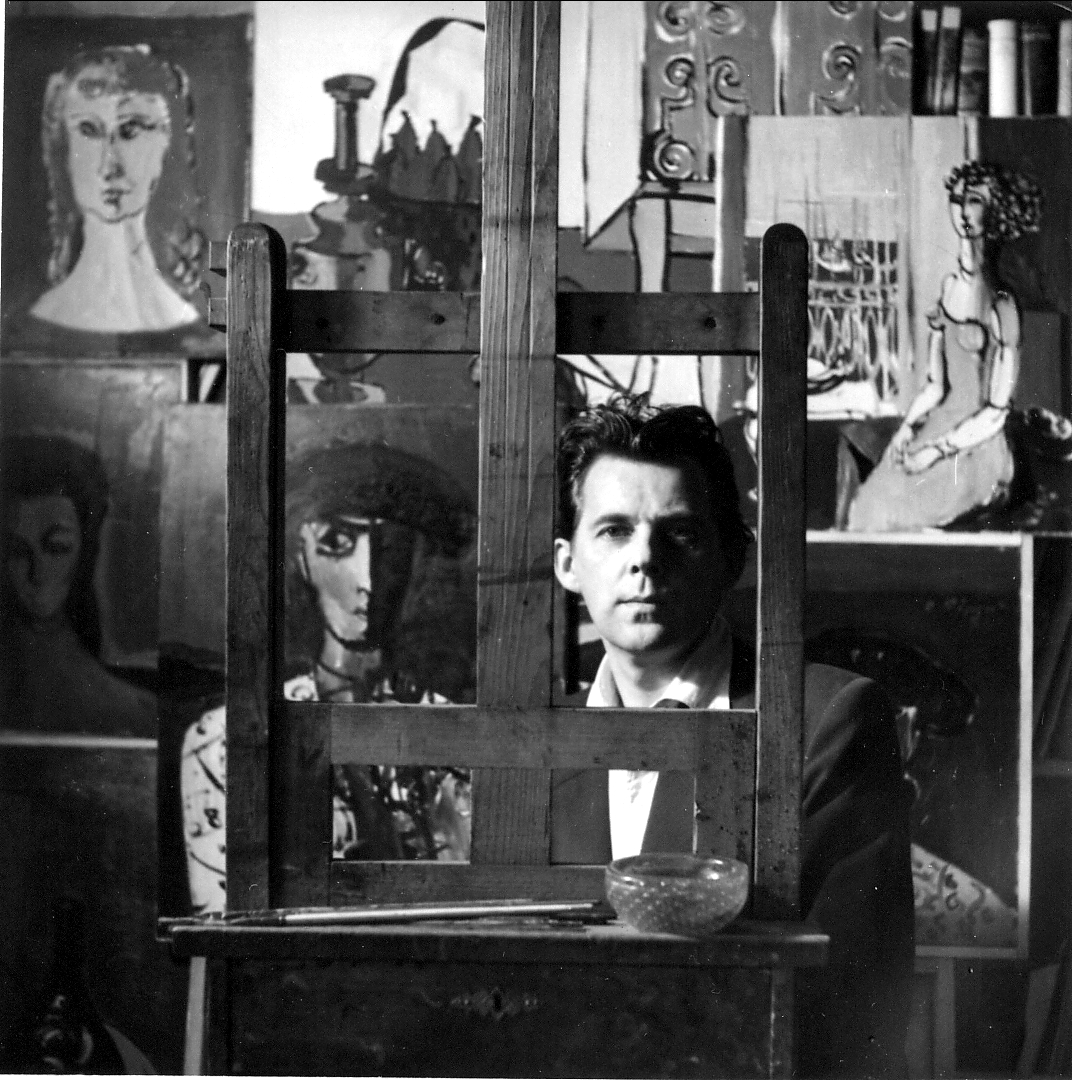
1954 mit Staffelei im Atelier

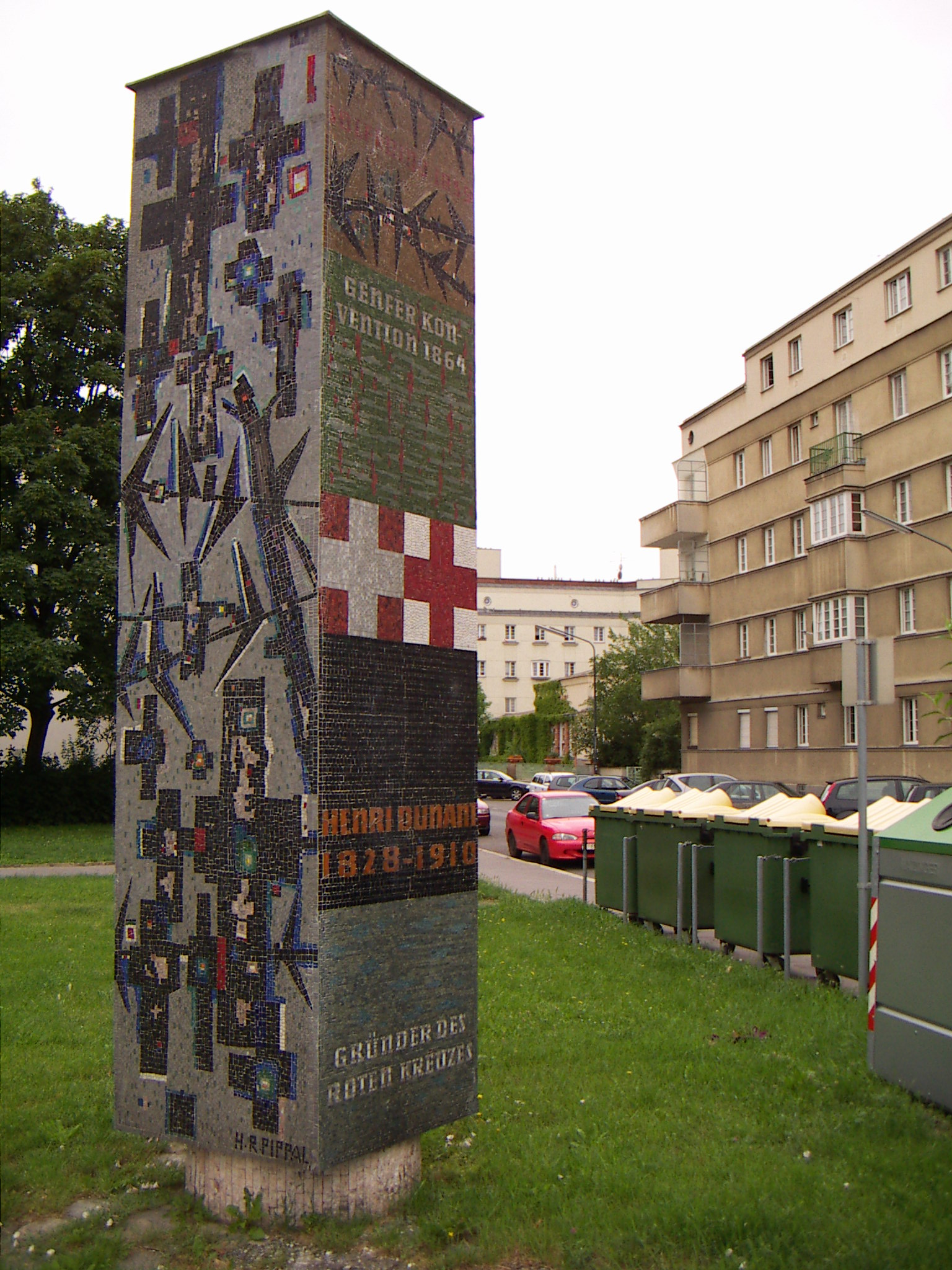
Henri Dunant-Stele in der Dunantgasse in Wien-Floridsdorf

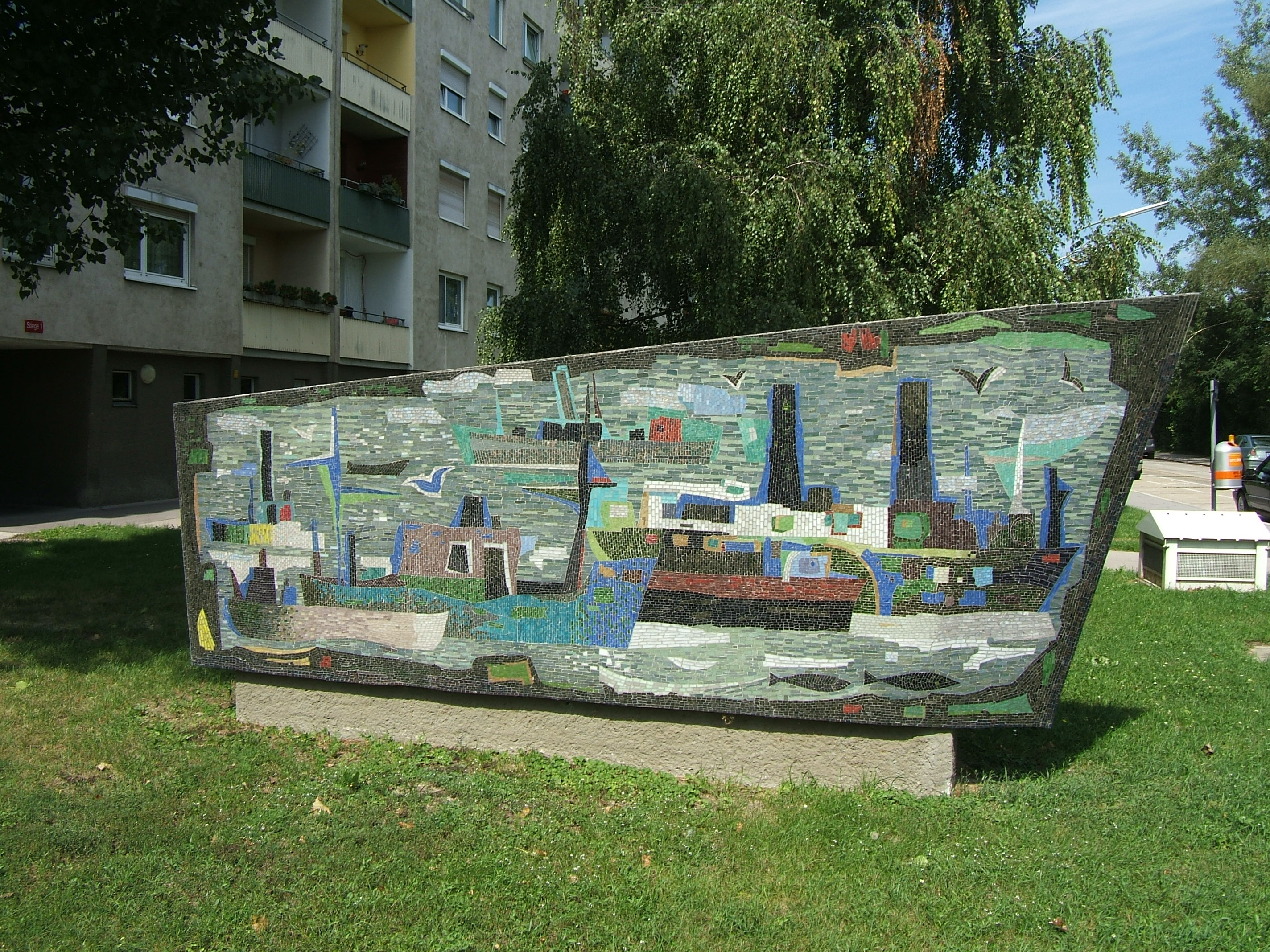
Mosaik-Objekt mit Denkmalschutz in Wien-Donaustadt

Hans Robert Pippal (eigentlich Johann Stephan Robert Pippal * 4. April 1915 in Wien; † 6. November 1998 ebenda) war ein österreichischer Künstler der Malerei und angewandten Kunst.

## Leben
Hans Robert Pippal wuchs während der Weltwirtschaftskrise in Wien auf und absolvierte zunächst eine technische Lehre. Sein Berufsziel Maler zu werden, wurde durch den Kunsthändler Benno Moser und den Dichter Hans Kühn unterstützt, die dem jungen Mann einen Kellerraum als Atelier sowie ihre privaten Bibliotheken zur Verfügung stellten und ihn durch Ankäufe förderten. Pippal bildete sich weitgehend autodidaktisch weiter und suchte in den 1930er Jahren die Nähe zu bereits etablierten Künstlern wie Oskar Laske, Josef Dobrowsky, Sergius Pauser und Ludwig Heinrich Jungnickel, die er im Schönbrunner Schlosspark beim Malen beobachten konnte.
1936 und 1938 beteiligte sich Pippal an Ausstellungen im Wiener Künstlerhaus. Dem hoffnungsvollen künstlerischen Beginn setzte der Ausbruch des Zweiten Weltkriegs ein jähes Ende. Im August 1939 zum Militärdienst einberufen, kehrte Pippal 1943 schwer verwundet nach Wien zurück. Im selben Jahr heiratete er die Architektin Eugenie Kottnig (Tochter Martina, * 1957) und nahm seine künstlerische Tätigkeit wieder auf.
Ab 1945 war Pippal Mitglied der Wiener Secession und nahm an zahlreichen Ausstellungen teil, 1956 wurde ihm der Berufstitel Professor verliehen. Als Künstler im In- und Ausland erfolgreich, entwarf Pippal auch Bucheinbände, Buchillustrationen sowie Plakate und realisierte ab den 1950er Jahren umfangreiche Aufträge im Bereich der angewandten Kunst. Studienreisen führten ihn u. a. nach Italien, Frankreich, Spanien, Holland, Schweden, Norwegen, England und in die USA.
Sein ehrenhalber gewidmetes Grab befindet sich auf dem Döblinger Friedhof (Gruppe 6, Reihe 1, Nr. 10).

## Kunstschaffen

### Das malerische Œuvre
Hans Robert Pippal ist der vielleicht „wienerischste“ österreichische Maler des 20. Jahrhunderts: Er ist vor allem für seine stimmungsvollen Ansichten von repräsentativen Straßen und Gebäuden in Wien (Staatsoper, Graben, Ringstraße u. a.m.) bekannt, die während seines gesamten Schaffens seine wichtigsten Bildthemen waren. Wie kaum ein anderer verstand es Pippal, die Atmosphäre, welche die Straßen und Plätze je nach Jahreszeit, Tageszeit und Wetter verwandelt, in seinen modernen Veduten einzufangen.
Sein Schaffen umfasst nahezu alle Gattungen der Malerei und Graphik (besonders Pastell und Aquarell), von Porträts über Stillleben, Landschaften und religiöse Tafelbilder. Pippals früheste erhaltene Werke ab 1937 zeugen von der Auseinandersetzung mit Paul Cézanne, an dem sich der junge Künstler im ersten Jahrzehnt seines Schaffens sowohl stilistisch als auch thematisch orientierte, sowie mit dem sogenannten Österreichischen Expressionismus (Oskar Kokoschka, Anton Faistauer, Anton Kolig, Herbert Boeckl, Joseph Floch). In den gegen Kriegsende entstandenen Bildern und graphischen Arbeiten verarbeitete Pippal prägende Kriegsereignisse und experimentierte zugleich mit pastosem, expressivem Farbauftrag. Entwicklungsgeschichtlich besonders interessant sind Pippals Bilder aus den Jahren 1948–50, wo er durch Reisen nach Paris und den Kontakt mit französischer Kunst zu einer an Henri Matisse und Raoul Dufy erinnernden Lockerheit im Pinselduktus und zu einer frischen, leuchtenden Farbigkeit fand. Das „französische“, lebensfrohe Element sollte seiner Kunst zeitlebens inhärent bleiben. Für seine Städtebilder behielt Pippal den expressiven Stil in der Folge bei, parallel dazu griff er ab 1948 – vor allem in Arbeiten in Pastell auf Papier – eine kubistische, geometrisierende Formensprache auf. Damit schloss Pippal an die Kubismus-Rezeption von Ernst Paar oder etwa an das kubistisch-abstrahierende Spätwerk Herbert Boeckls an. In den 1950er Jahren schuf Pippal zahlreiche Stillleben und Bemalungen von Schränken in altmeisterlicher Lasurtechnik, darunter mehrere trompes-l’œil. Pippals Stilvielfalt ist jedoch nie beliebiger Eklektizismus, sondern wurde von ihm oft bewusst als „Modus“ eingesetzt und ist geprägt von einer Experimentierfreude, welche für sein gesamtes Schaffen charakteristisch ist.

### Buchillustrationen
Zwischen den Jahren 1947 und 1966 gestaltete Hans Robert Pippal rund 200 Bucheinbände.

#### Illustrationen (Auswahl)
- Ilusstrationen in Milo Dors ersten Buch "Unterwegs", Wien 1947.
- Im Das-Österreich-Buch von Ernst Marboe (Hrsg.), über Auftrag des Bundespressedienstes; Buchillustration: Architekturdarstellungen, Karten und Pläne von Eugenie Pippal-Kottnig; Landschaftsbild, Figurales von Hans Robert Pippal; Mode, Tracht, Figurales von Elli Rolf; Schrift, Allgemeine Buchgestaltung: Epi Schlüsselberger; Verlag der Österreichischen Staatsdruckerei, Wien 1948.
- Bucheinband von Alexander Lernet-Holenias Roman "Die Abenteuer eines jungen Herrn in Polen" (Paul-Zsolnay-Verlag, Wien), 1958.

#### Verlage (Auswahl)

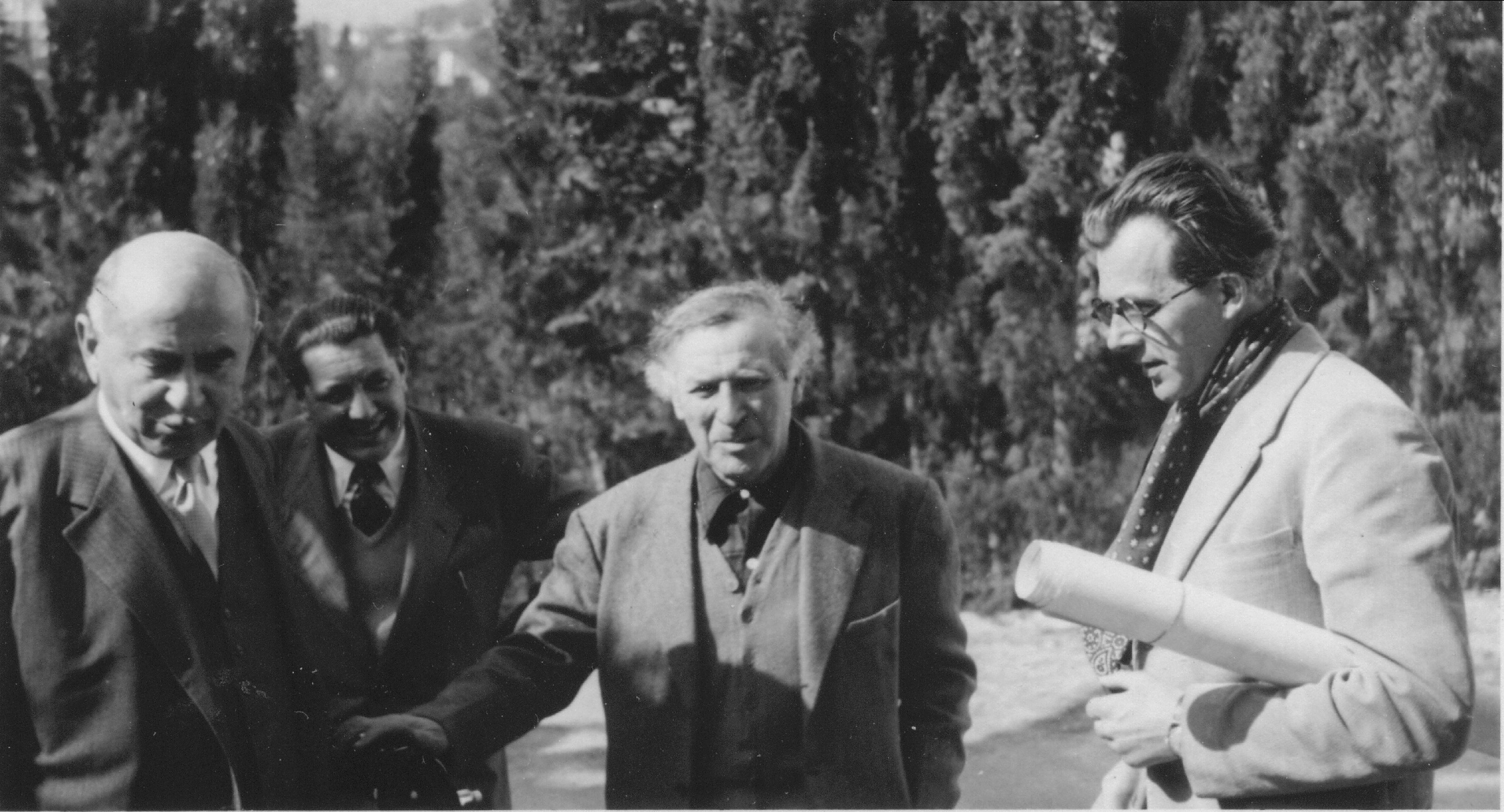
Bernhard Altmann, Marc Chagall, Hans Robert Pippal in Vence 1952

- Artemis Verlag (Zürich)
- Büchergilde Gutenberg (Wien)
- Globus-Verlag (Wien)
- Kindler Verlag (München)
- Neff (Wien)
- Paul Zsolnay Verlag (Wien)
- Prestel Verlag (München)

### Textiles
- 1952/53: Entwürfe für Intarsien-Pullover für Bernhard Altmann
- 1953: Entwurf für bedruckten Stoff, für die Tabergs Yllefabrik in Småland

### Angewandte Kunst im öffentlichen Raum

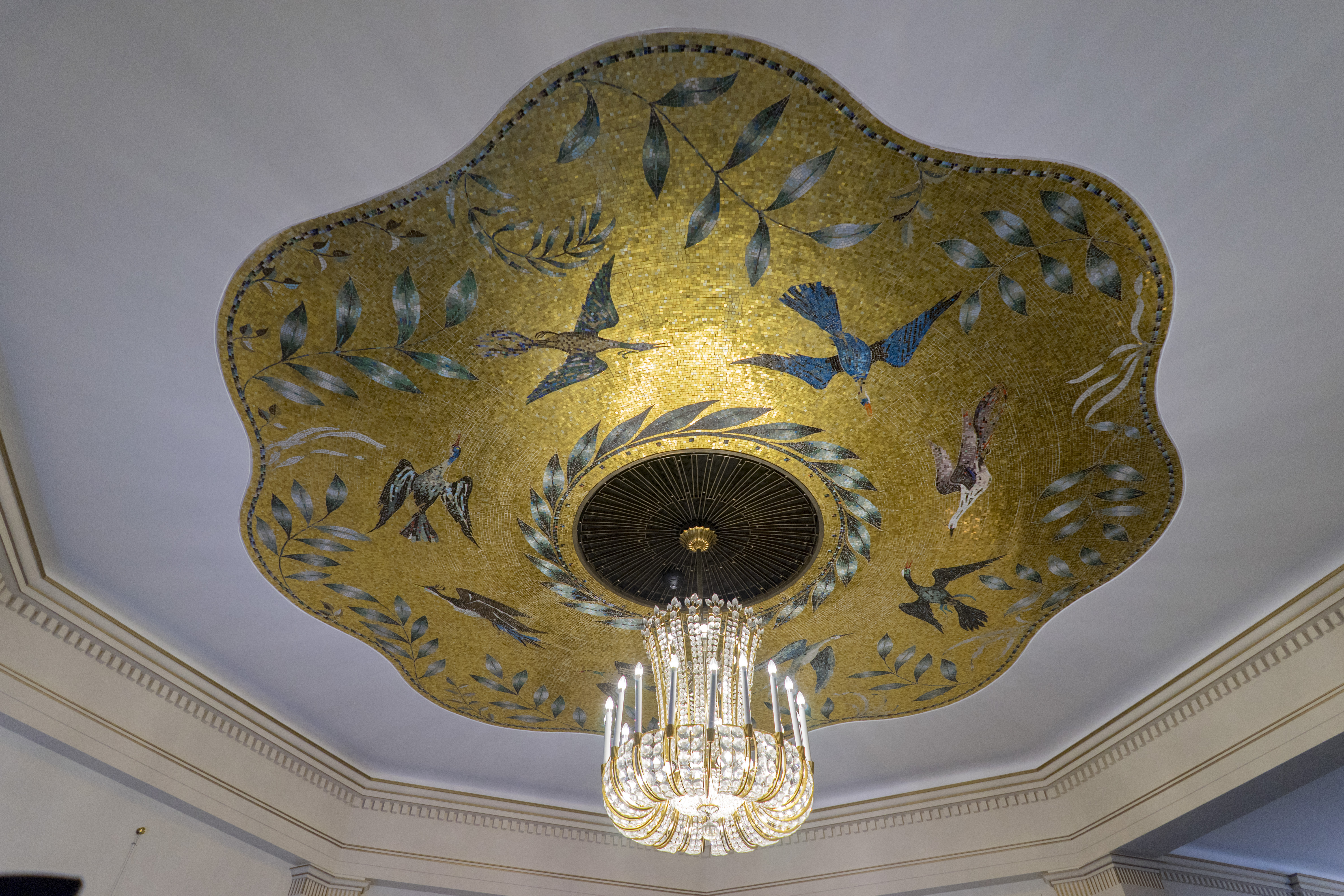
Deckenmosaik im Burgtheater aus dem Jahre 1955

Neben seiner malerischen Tätigkeit erfüllte Pippal Porträtaufträge und schuf zwischen 1954 und 1988 zahlreiche angewandte Arbeiten im Auftrag der Gemeinde Wien (Kunst am Bau) in den Techniken Mosaik, Betonglas, getriebenem Kupfer, Email, Textil bzw. Textiles, Möbel und Glas. Hervorzuheben sind zwei Mosaik-Plafonds für das 1955 wiedereröffnete Wiener Burgtheater, sowie der Entwurf des Gobelins „Staatsvertrag“, der im Jahr 1959 als österreichisches Staatsgeschenk zum Dank für den 1955 unterzeichneten Staatsvertrag feierlich an Präsident Dwight D. Eisenhower im Weißen Haus in Washington übergeben wurde. Während Pippal in seiner Malerei stets der gegenständlichen Kunst verpflichtet blieb, setzte er in der angewandten Kunst auch abstrakte Gestaltungselemente ein. So ist beispielsweise für die großformatigen Wandteppiche, die von der Wiener Gobelinmanufaktur in Tuftingtechnik ausgeführt wurden, die ab den 1940er Jahren in graphischen Arbeiten erprobte spätkubistisch-abstrahierende Gestaltungsweise typisch.

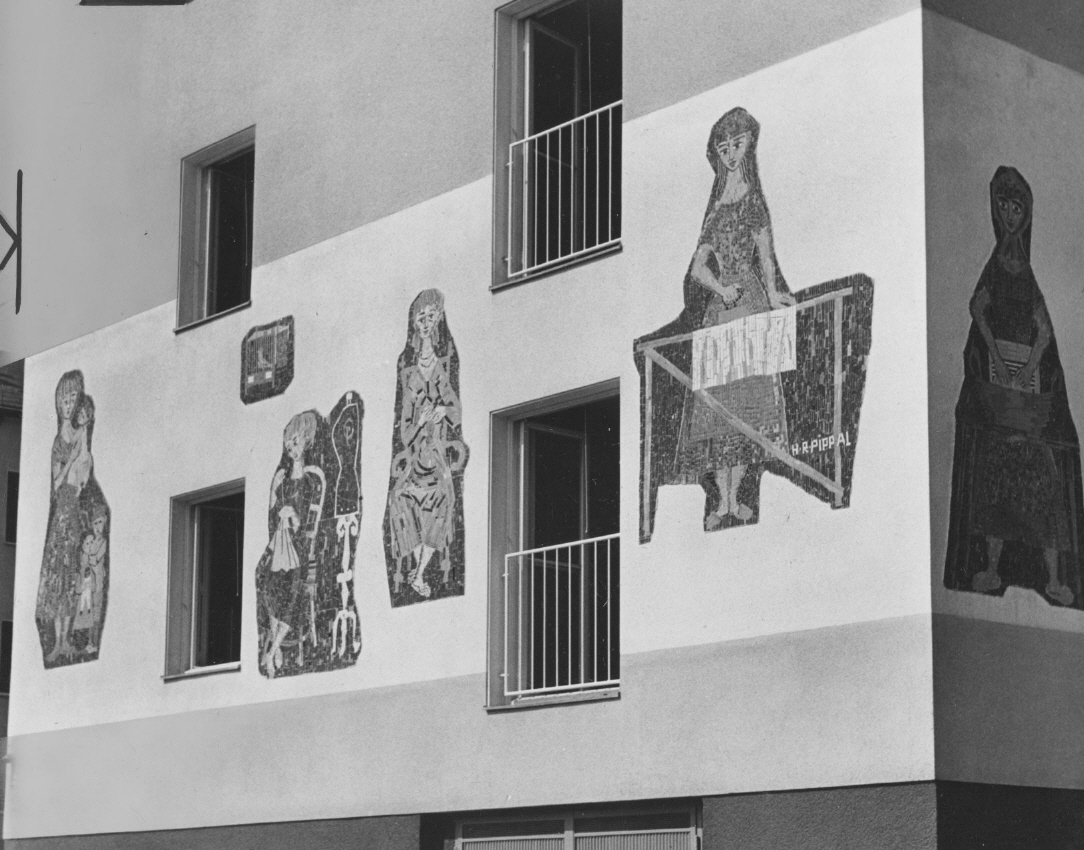
Mosaikbilder „Frauenberufe“, 1956–57

Arbeiten im öffentlichen Raum (Auswahl):
- 1956: „Tierbilder“ (Rebhühner, Stiere, Pferde, Vögel, Pfau, Fische), Glas- und Natursteinmosaik, Wien-Hernals
- 1956–57: Frauenberufe, Glas- und Keramikmosaik, Wien-Penzing
- 1957–58: Markuswagen, Keramikmosaik, Wien-Liesing
- 1958: Ornament (Blumen), Glasmosaik, Wien-Ottakring
- 1959–61: Ornamente, 15 Pfeilerverkleidungen, Keramisches Mosaik, Wien-Favoriten
- 1960–61: Renzhof (Zirkusszenen), Glasmosaik, Wien-Leopoldstadt
- 1961: Dunant-Gedenkstein, Betonpfeiler mit Mosaiken, Wien-Floridsdorf
- 1965: Ornamentale Teilung, Glasmosaik, Wien-Brigittenau
- 1967: Pratermotive, Stele mit Glasmosaiken, Wien-Leopoldstadt
- 1967: Freistehender Schmuckstein „Schifffahrt“, Glasmosaik, Naturstein, Wien-Donaustadt
- 1967: Sitzplatz mit Betonglaswand, Betonglas, Beton, Wien-Donaustadt
- 1969: Abstrakte Komposition, Beton, Betonglas, Wien-Brigittenau
- 1970–71: Kunststeinskulptur mit Keramik und Glaselementen, Beton, polierter weißer Marmor, Wien-Donaustadt
- 1977–78: Ornamentale Gestaltung, Marmorintarsien, Wien-Rudolfsheim-Fünfhaus

Sämtliche Entwürfe der Arbeiten im öffentlichen Raum befinden sich im Wien Museum.

## Ausstellungen
Zahlreiche Ausstellungsbeteiligungen sowie Einzelausstellungen im In- und Ausland (Auswahl):
- 1936: Erste Ausstellungsbeteiligung im Wiener Künstlerhaus
- 1950 und 1954: Beteiligung an der Biennale von Venedig
- 1954: Einzelausstellung in der Wiener Secession mit über 100 Arbeiten, Eröffnung durch Albert Paris Gütersloh.
- 1954: Einzelausstellung in Curaçao (Niederländische Antillen)
- 2003: Ausstellung über Pippals gesamtes Schaffen im Palais Harrach, Kuratorin Martina Pippal.
- 2005: Ausstellung Hans Robert Pippal und die Josefstadt im Bezirksmuseum Josefstadt.
- 2009: Hans Robert Pippal – Sakral, Ölbilder, Pastelle, Emailarbeiten, Dommuseum Wien
- 2015: Gruppenausstellung kuratiert von Galerie Schütz Wien, Austrian Art from 1860–1960 im Beijing World Art Museum (30. April – 5. Juli 2015), Dalian Modern Museum (24. Juli – 6. September 2015), in Hubei Provinzmuseum Hubei (25. September – 15. November 2015) & in Macao Museum of Art (15. Januar – 3. April 2016)
- 2016: Hans Robert Pippal, Einzelausstellung in der Albertina Wien (22. Januar – 28. März 2016)

## Mitgliedschaften
- ab 1945: Wiener Secession

## Auszeichnungen
- 1976: Silbernes Ehrenzeichen für Verdienste um die Republik Österreich

## Sammlungen
- Albertina Wien
- Archiv der Universität Wien
- Bestattung und Friedhöfe Wien
- Bezirksmuseum Josefstadt
- Bundministerium für Finanzen
- Bundestheater-Holding
- Galerie der Moderne im Stiftsmuseum Klosterneuburg
- Historisches Museum der Stadt Wien
- Leopold Museum Wien
- Museum für angewandte Kunst (Wien)
- Nordico – Museum der Stadt Linz
- Österreichische Botschaft, Washington D. C.
- Österreichische Galerie Belvedere
- Österreichische Nationalbibliothek
- Österreichisches Parlament
- Stadt Wien, MA 7 Kulturabteilung
- Stift Kremsmünster
- Technisches Museum Wien
- Theatermuseum (Wien)
- Wiener Städtische Versicherung
- Wien Museum Karlsplatz
- Wiener Rathaus